# Línea 370 (Buenos Aires)
La línea 370 es una línea de colectivos de la Provincia de Buenos Aires. Une Glew con Guernica.
Es operada por la Empresa San Vicente S.A.T., la cual pertenece al Grupo DOTA.

## Ramales
- Estación Glew – Barrio Las Lomas (Guernica)
- Estación Glew – Avenida Espora y Avenida Capitán Olivera (Límites entre Almirante Brown  y Presidente Perón)[2]